# Trattato anglo-olandese sul commercio degli schiavi
Il trattato anglo-olandese sul commercio degli schiavi (in inglese: Anglo-Dutch Slave Trade Treaty, in olandese: Brits-Nederlands verdrag ter wering van de slavenhandel) fu un trattato siglato tra Regno Unito e Regno dei Paesi Bassi il 4 maggio 1818, per evitare la tratta degli schiavi che ancora veniva condotta da alcuni vascelli olandesi. Il trattato permise a entrambe le parti di cercare e bloccare come illegali quei vascelli che trasportassero a bordo degli schiavi. Tra le altre cose, il trattato stabilì due tribunali misti, uno con sede a Freetown, in Sierra Leone e l'altro a Paramaribo, nel Suriname, col potere di giudicare gli schiavisti.
Il trattato venne emendato con l'aggiunta di ulteriori articoli il 31 dicembre 1822, il 25 gennaio 1823, il 7 febbraio 1837 ed il 31 agosto 1848.

## Antefatto
Nel giugno del 1814, Guglielmo I dei Paesi Bassi, che era stato proclamato principe sovrano del Regno Unito dei Paesi Bassi nel 1813 e che diverrà re dei Paesi Bassi dal 16 marzo 1815, proibì la partecipazione degli olandesi al commercio degli schiavi per decreto reale. Questa disposizione venne appoggiata anche nell'Atto Finale del Congresso di Vienna del 9 giugno 1815. Gli storici ritengono che Guglielmo I abbia proibito lo schiavismo su pressione degli inglesi, come ricompensa per l'appoggio ricevuto dalla Gran Bretagna. Abolendo la tratta degli schiavi in Olanda, Guglielmo I sperava di riottenere molte delle colonie che l'Inghilterra aveva nel tempo sottratto ai Paesi Bassi e questo obbiettivo si concretizzò in gran parte con il trattato anglo-olandese del 1814.
Nel maggio del 1818, venne concluso un trattato tra Paesi Bassi e Regno Unito che permetteva alla Royal Navy ed alla Marina dei Paesi Bassi di ispezionare i relativi vascelli per controllare che non trasportassero schiavi. Se fossero stati trovati degli schiavi, chi si trovava a bordo della nave poteva essere portato davanti ad uno dei tribunali della corte mista di giustizia.

## I tribunali della commissione mista
Il tribunale della commissione mista di Freetown sentenziò in totale su 22 vascelli olandesi durante la sua esistenza dal 1819 al 1862.
Il tribunale della commissione mista di Paramaribo sentenziò un solo vascello durante la sua esistenza dal 1819 al 1845, la nave Nueve of Snauw, nel 1823.